# Sainte Genevieve (Missouri)
Sainte Genevieve és una població dels Estats Units a l'estat de Missouri. Segons el cens del 2008 tenia 4.418 habitants.

## Demografia
Segons el cens del 2000, Sainte Genevieve tenia 4.476 habitants, 1.818 habitatges, i 1.154 famílies. La densitat de població era de 415,4 habitants per km².
Dels 1.818 habitatges en un 27,6% hi vivien nens de menys de 18 anys, en un 49,7% hi vivien parelles casades, en un 10,6% dones solteres, i en un 36,5% no eren unitats familiars. En el 32,8% dels habitatges hi vivien persones soles el 19,1% de les quals corresponia a persones de 65 anys o més que vivien soles. El nombre mitjà de persones vivint en cada habitatge era de 2,29 i el nombre mitjà de persones que vivien en cada família era de 2,9.
Per edats la població es repartia de la següent manera: un 21,9% tenia menys de 18 anys, un 7,7% entre 18 i 24, un 25% entre 25 i 44, un 21,8% de 45 a 60 i un 23,6% 65 anys o més.
L'edat mediana era de 42 anys. Per cada 100 dones de 18 o més anys hi havia 89,8 homes.
La renda mediana per habitatge era de 33.929 $ i la renda mediana per família de 43.125 $. Els homes tenien una renda mediana de 31.546 $ mentre que les dones 19.804 $. La renda per capita de la població era de 17.361 $. Entorn del 7,8% de les famílies i el 9,6% de la població estaven per davall del llindar de pobresa.

## Poblacions més properes
El següent diagrama mostra les poblacions més properes.